# Église évangélique au Maroc
L'Église évangélique au Maroc est une Église protestante réformée implantée au Maroc depuis 1907.

## Histoire
Le premier culte de l'Église réformée de France au Maroc a lieu en 1907 dans la chapelle anglaise de Casablanca. En 1927, le protestantisme réformé touche plus de 450 familles au Maroc, et s'organise dans dix localités avec un temple consolidé à Rabat. Les protestants réformés sont alors tous d'origine européenne dans cette période du protectorat français au Maroc. En 1935, l'Église réformée évangélique au Maroc (son nouveau nom) compte 3 000 membres, en majorité français ou suisses.
Après l'indépendance et le départ des Européens, l'Église prend le nom d'Église évangélique au Maroc et voit le nombre de ses fidèles diminuer : le culte n'est plus célébré régulièrement qu'à Rabat et à Casablanca. Il n'y a plus que deux pasteurs en 1990, et tous les temples sont vendus et fermés.
Dans les années 1990, cette Église qui s'apprêtait à disparaître voit arriver de nouveaux membres avec les étudiants africains et quelques retraités européens. Aujourd'hui le protestantisme au Maroc est en petite minorité par rapport à l'islam qui constitue près de 93 % de la population, mais c'est une religion en plein essor, surtout depuis les années 1990. Elle est constituée de migrants et d'étudiants subsahariens et de nationaux marocains convertis, ainsi que de quelques expatriés. Elle dispose de sept pasteurs à temps plein et d'une dizaine en formation. Elle est en lien avec la Communauté des Églises Évangéliques d’Expression Françaises de l’Extérieur et depuis 2004 de la Communauté d’Églises en Mission.

## Implantation
Cette dénomination organise un culte dans onze villes du Maroc: Rabat, Tanger, Casablanca, Agadir, Mohamedia, Kenitra, Tétouan, Fès, Marrakech, Meknès et Oujda.

## Formation
Les cadres de cette Église sont essentiellement formés par l'Institut Al Mowafaqa (lancé par une initiative conjointe avec les catholiques) de Rabat. L'EEAM dispose d'un mouvement de jeunesse et d'un mouvement de promotion des femmes. Elle assure une formation biblique et l'école du dimanche pour les enfants dans les paroisses.